# كازواكي كيمورا
كازواكي كيمورا (باليابانية: 木村一信؛ بالكانا: きむら かずあき) هو عالم ياباني، ولد في 24 أبريل 1946 في فوكوكا في اليابان، وتوفي في 26 سبتمبر 2015 في أوساكا في اليابان.